# Maison des concerts de Helsingborg
Résidence
La maison des concerts de Helsingborg (suédois : Helsingborgs konserthus) est un bâtiment situé dans le centre de Helsingborg en Suède. Construite entre 1931 et 1932 sur des plans de l'architecte Sven Markelius, elle abrite deux salles de spectacle et accueille notamment les représentations de l'Orchestre symphonique d'Helsingborg.

## Représentations
La maison des concerts de Helsingborg accueille des événements de nature variée, tels que concerts de musique classique, de pop/rock ou encore spectacles de divertissement. L'orchestre symphonique d'Helsingborg y joue de façon régulière des œuvres classiques de facture ancienne ou plus récente. Des artistes invités proposent des spectacles tels que jazz, musique des années 1960, humour, gospel, etc. Des spectacles sont également organisés à destination des écoliers d'âge scolaire ou préscolaire.

## Bâtiment
En 1927, un concours architectural est organisé pour la création de la nouvelle maison des concerts de Helsingborg. Le lauréat en est Sven Markelius, mais le bâtiment qui est finalement érigé est d'un style architectural bien différent du projet initialement retenu. Alors que le projet initial définissait un édifice de style classique, décoré de colonnes et d'ornements, Markelius, qui a entre-temps été confronté aux nouvelles idées en provenance d'Europe, réalise finalement un bâtiment moderniste aux lignes sobres et épurées, dans un style qui sera bientôt appelé fonctionnalisme. La maison des concerts de Helsingborg devient ainsi l'un des premiers et des meilleurs exemples de style fonctionnaliste en Suède.
Le bâtiment est recouvert d'enduit blanc et a été conçu selon les principes les plus fondamentaux du modernisme. Il est composé de formes géométriques simples, cercles pour l'entrée, rectangles pour la grande salle de spectacle. Des rangées de fenêtres traversent les façades blanches. À l'entrée du bâtiment s'étend un baldaquin reposant sur de fins piliers. Le hall d'entrée est lumineux et ouvert grâce aux grandes fenêtres et à la hauteur sous plafond. Pour les déplacements vers l'intérieur et vers l'étage du bâtiment, Markelius s'est inspiré du grand escalier de l'opéra Garnier, duquel on peut pendant les pauses avoir une vue sur la foule. La grande salle peut accueillir environ 840 personnes et a souvent été louée pour la qualité de son acoustique. La maison des concerts abrite aussi une salle plus petite (qui fut un temps une salle de cinéma) d'une capacité de 240 places. Les qualités acoustiques doivent pour beaucoup à la taille modeste du bâtiment.
La maison des concerts de Helsingborg est classée monument historique (suédois : byggnadsminne) depuis 1997.